# David Andrade
David Andrade (Melbourne, 30 de abril de 1859 - Vendouree, 23 de maio de 1928), anarquista australiano, juntamente com seu irmão, Will, e mais seis outras pessoas formaram Melbourne Anarchist Club (MAC), a primeira organização anarquista da Austrália. David tornou-se o secretário do MAC e um dos seus principais propagandistas.
O MAC produziu a revista Honesty. Em uma agência de notícias em Brunswick, agora um subúrbio de Melbourne, os irmãos abriram a primeira livraria anarquista na Austrália. Alí eles emprestavam e vendiam publicações anarquistas e socialistas de todos os tipos, tanto comunista como coletivistas, originarias de todas as partes do mundo.
Andrade foi um participante importante na divisão do MAC em 1888 ao entrar em conflito com JA Andrews e outros anarco-comunistas. A causa da divisão do MAC era sobre a "defesa da liberdade" - em outras palavras, a violência. Andrade foi descrito como um seguidor do anarquismo de  Proudhon, uma doutrina libertária da emancipação individual (no caso dele conscientemente artesão orientada) em vez de revolução em massa. Ele se opunha  veementemente a qualquer forma de violência.
As principais obras da Andrade incluem Money: a study of the currency question (1887), Our Social System (n.d.), An Anarchist Plan of Campaign (1888), e o  The Melbourne Riots and how Harry Holdfast and his Friends Emancipated the Workers (1892).
No início da década de 1890, Andrade foi o secretário da Unemployed Workers Association.